# Pratt & Whitney J60
Pour les articles homonymes, voir J60.
Le Pratt & Whitney J60 (désignation de la compagnie JT12) est un petit turboréacteur à simple flux, conçu par le constructeur américain Pratt & Whitney.
Produit à plus de 800 exemplaires, il a également été décliné en une version turbomoteur pour l'hélicoptère-grue Sikorsky S-64 Skycrane, le Pratt & Whitney T73 (JFTD12).

## Conception et développement
Le projet et la conception du JT12 débutèrent en juillet 1957 à la société United Aircraft of Canada (désormais Pratt & Whitney Canada), à Montreal. Les détails de la conception du projet furent ensuite transférés à la compagnie Pratt & Whitney principale à East Hartford, dans le Connecticut, et en mai 1958, le premier prototype, portant la désignation militaire YJ60-P-1, débuta les essais.
Les essais en vol furent effectués début 1959, suivis par la livraison des nouveaux moteurs JT12A-5, en juillet 1959. Ils équipèrent les deux prototypes de l'avion d'entraînement Canadair CL-41, avec une poussée maximale de 12,9 kN. Les modèles modifiés JT12A-3, avec une poussée de 14,69 kN furent testés dans les deux appareils de recherche sur le vol vertical XV-4 Hummingbird. La version suivante, le JT12A-21, était doté d'une postcombustion et délivrait une poussée maximale de 17,91 kN.

## Caractéristiques
Le JT12 est un turboréacteur à simple flux monocorps très simple de conception, avec un compresseur axial à 9 étages entraîné par une turbine à 2 étages, les deux étant séparés par une chambre de combustion annulaire regroupant 8 tubes à flamme.
Sa configuration principale a été reprise sur le turbomoteur JFTD12, sur lequel a été ajoutée une turbine libre derrière la turbine principale.

## Versions
- YJ60-P-1 : Prototype[3] ;
- J60-P-2
- J60-P-3/P-3A
- J60-P-4
- J60-P-5
- J60-P-6
- J60-P-9
- JT12A-3LH
- JT12A-5 : (J60-P-3/-5/-6) Poussées maximale au décollage s'étalant de 12,9 à 13,35 kN[3] ;
- JT12A-6 : Essentiellement similaire à la version -5 ;
- JT12A-7 : (J60-P-4) Version à la poussée augmentée, à 15 kN[3] ;
- JT12A-8
- JT12A-21 : Version doté d'une postcombustion, produisant une poussée maximale de 17,9 kN[3] ;
- T73 : Désignation militaire du turbomoteur à turbine libre JFTD12 dérivé du J60[3] ;
- FT12 : Turbomoteur pour applications marines.

## Applications

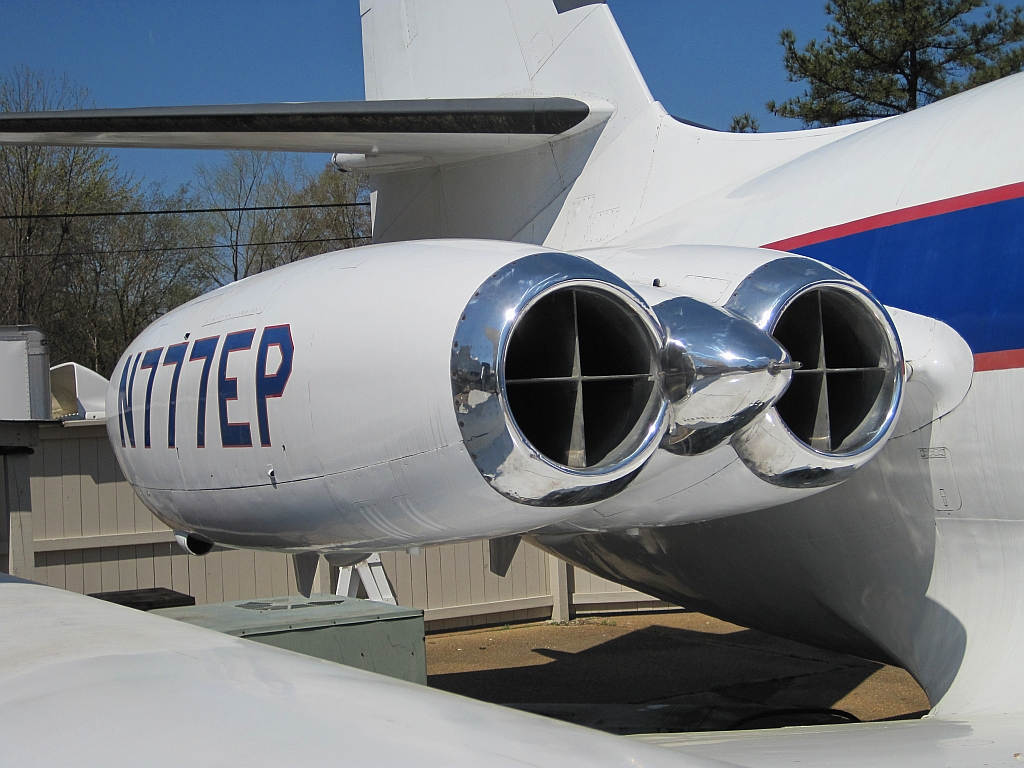
Deux réacteurs J60 de l'avion d'affaire Lockheed JetStar.

### Civiles (JT12)
- Lockheed JetStar[4] : 4 x JT12A-6 ou -8 ;
- North American Sabreliner[4] : 2 x J60-P-3 ou J60-P-3A.

### Militaires (J60)
- Lockheed XH-51 (en) : 1 x J60-P-2 ;
- Lockheed XV-4 Hummingbird : 2 x JT12A-3LH ;
- Martin/General Dynamics RB-57F Canberra : 2 x J60-P-9 amovibles. Ces moteurs d'appoint n'étaient démarrés qu'en vol et donnaient une altitude opérationnelle plus élevée à l'avion ;
- North American T-2B Buckeye : 2 x J60-P-6 ;
- North American T-39 Sabreliner : 2 x J60-P-3 ou J60-P-3A ;
- Sikorsky S-69 : 2 x J60-P-3A ;